# Arthur Merghelynck
Arthur Marie Auguste Charles Merghelynck, né à Ypres le 9 mars 1853 et mort à Wulveringem le 14 juillet 1908 , est un noble belge, archiviste, collectionneur, antiquaire et mécène qui fut bourgmestre de Wulveringem.

## Biographie
Arthur Merghelynck est le fils de Léopold Merghelynck, échevin d'Ypres et d'Elise Carton, fille du bourgmestre d'Ypres Henri Carton. Ses parents meurent alors qu'il est âgé de dix-huit ans et il se retrouve alors à la tête d'une fortune considérable.
Il a plus de quarante ans quand il épouse Julienne Flyps, une fille d'agriculteurs de Langemark. Le couple est sans descendance.
Merghelynck s'est occupé toute sa vie d'archives et de recherche historique. Il est archiviste honoraire de la ville de Furnes de 1888 à 1897 et d'Ypres de 1892 à 1896. Il a ainsi classé et inventorié les archives de ces villes, contenues en 555 volumes offerts à la Bibliothèque royale de Belgique à Bruxelles et conservés au cabinet des manuscrits. Il employait de nombreux employés, bénévoles ou salariés, qu'il rémunérait lui-même. Ce travail considérable s'est avéré par la suite être extrêmement important, puisque les archives de la ville et de la châtellenie d'Ypres ont été détruites pendant la Première Guerre mondiale.

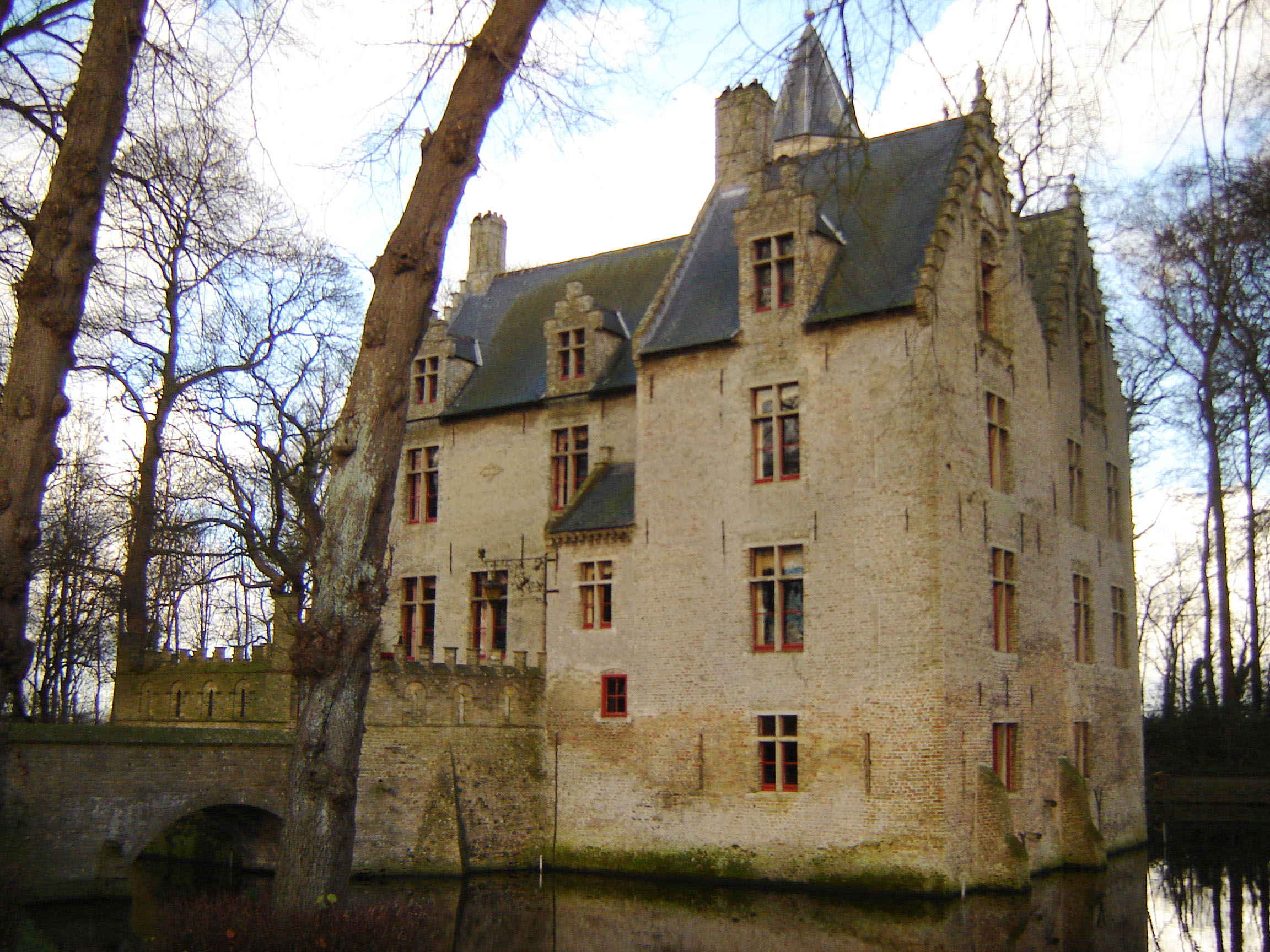
Le château de Beauvoorde (en 2006)

Merghelynck est un grand collectionneur de meubles et d'antiquités qu'il conservait dans sa propre maison à Ypres, dans un manoir construit par un de ses ancêtres et qu'il a acheté ainsi qu'au château de Beauvoorde.
L'hôtel de maître de la rue de Lille à Ypres, qu'il achète en 1892, est devenu presque immédiatement un musée public (musée Merghelynck) dont il fait don à l'Académie royale de Belgique. La maison est complètement détruite pendant la Première Guerre mondiale, mais reconstruite. Le mobilier, stocké en toute sécurité, est resté intact.
Il a juste 23 ans quand il achète le château de Beauvoorde — situé à Wulveringem — à l'état de ruine et le restaure. De 1882 à 1903, il est bourgmestre de Wulveringem. Il fait don du château à la Koninklijke Academie voor Nederlandse Taal- en Letterkunde (Académie royale de langue et littérature néerlandaises). Sa veuve continue cependant à y vivre jusqu'à sa mort survenue en 1941.
Merghelynck a rejoint le Conseil héraldique et a reçu de nombreuses décorations étrangères.

## Ses œuvres
- Généalogie de la famille de Maulde de La Tourelle et de Kemmel, Douai, Louis Dechristé, 1882, 29 p. (lire en ligne)
- Monographie de l'hôtel-musée Merghelynck à Ypres, Flandre Occidentale, Belgique, J. Tiberghein-Fraeys, 1900, 139 p. (lire en ligne)
- Réponse à la "Note relative à la Généalogie de Maulde de la Tourelle de MM. le chevalier Amédée de Ternas et Arthur Merghelynck", Bruges, E. Gailliard, 1882, 60 p. (lire en ligne)
- Recueil de généalogies de Flandre, Bruges, 1877
- Épitaphes nobles et patriciennes des églises de Saint-André, Saint-Michel, Oostkamp, Beernem et Saint-Georges près de Bruges, Bruges, 1878.
- Généalogie de la noble famille Tax, Bruges, 1882.
- Vademecum des connaissances historiques (...), 1896-97. (Inventaire du monumental Fonds Merghelynck, déposé à la Bibliothèque Royale de Belgique).
- Cabinet des titres de généalogie et d'histoire de la West-Flandre et des régions limitrophes (...), Doornik, 1896.
- Le fief-manoir dit le château de Beauvoorde à Wulveringem, 1408-1900, 2 volumes, Bruges, 1900-1902.
- Monographie de l'Hôtel-Musée Merghelynck, Gand, 1900
- Souvenir du quatrième centenaire du droit d'acquisition du droit de cité à Ypres par la famille Merghelynck, Ypres, 1900.

## Titres
- Arthur Merghelynck est écuyer, chevalier des ordres du Christ et de Saint-Jacques de Portugal, officier d'Académie de France.